# لكساتوموماب
لكساتوموماب جسم مضاد وحيد النسيلة بشري تجري عليه التجارب السريرية لاستخدامه في علاج السرطان.